# Thilo Vogelsang
Thilo Vogelsang (* 14. Februar 1919 in Braunschweig; † 2. April 1978 in München) war ein deutscher Historiker.

## Leben und Wirken
Thilo Vogelsang studierte in Göttingen Geschichte, Deutsch und Latein. 1949 legte er die Promotion ab, 1951 erwarb er das Staatsexamen für den höheren Bibliotheksdienst. Danach fungierte Thilo Vogelsang als Leiter der Bibliothek des Instituts für Zeitgeschichte in München und ab 1962 als Dozent an der Hochschule für Politik München. Seit 1966 hatte er einen Lehrauftrag für Zeitgeschichte an der Universität München, 1973 wurde er zum Honorarprofessor an der Technischen Universität München ernannt. Seit 1972 war Thilo Vogelsang Stellvertretender Direktor des Instituts für Zeitgeschichte. 
Neben seiner bibliographischen Tätigkeit (seit 1953 Bibliographie zur Zeitgeschichte, ständige Beilage der Vierteljahrshefte für Zeitgeschichte) und zahlreichen wissenschaftlichen Aufsätzen sind an Buchveröffentlichungen zu nennen: „Die Frau als Herrscherin im hohen Mittelalter. Studien zur consors-regni-Formel“ (1954), „Reichswehr, Staat und NSDAP. Beiträge zur deutschen Geschichte 1930-1932“ (1962), „Hinrich Wilhelm Kopf und Niedersachsen“ (1963), „Kurt von Schleicher. Ein General und Politiker“ (1965), „Das geteilte Deutschland“ (1966), „Die nationalsozialistische Zeit. Deutschland 1933 - 1939“ (1967), „Okkupation und Wiederaufbau. Die Tätigkeit der Militärregierung in der amerikanischen Besatzungszone Deutschlands 1944 - 1947“ (1973, zusammen mit Conrad F. Latour).  Daneben gab er das Tagebuch von Hermann Pünder „Politik in der Reichskanzlei“ (1961) heraus. Thilo Vogelsang war Mitherausgeber des „Lexikons zur Geschichte und Politik im 20. Jahrhundert“ (1971) und des „Jahrbuchs der historischen Forschung in der Bundesrepublik Deutschland“ (seit 1974).

## Auszeichnungen
1967 erhielt Thilo Vogelsang den Richard-Franck-Preis für bibliographische Arbeiten auf dem Gebiet der Zeitgeschichte, 1976 das Ehrenkreuz für Wissenschaft und Kunst der Republik Österreich.

## Werke
- Die Frau als Herrscherin im Hohen Mittelalter. Studien zur "Consors Regni" Formel, 1954.
- Die Reichswehr und die Politik 1918-1934, 1959.
- Die Außenpolitik der Weimarer Republik 1918-1933, 1959.
- Reichswehr, Staat und NSDAP. Beiträge zur Deutschen Geschichte 1930-1932, 1962.
- Hinrich Wilhelm Kopf und Niedersachsen, 1963.
- Kurt von Schleicher. Ein General als Politiker. Musterschmidt, Göttingen u. a., 1965.
- Die Nationalsozialistische Zeit. Deutschland 1933 bis 1939, 1968.
- Das Geteilte Deutschland. Deutscher-Taschenbuch-Verlag, München 1975.